# Pwd

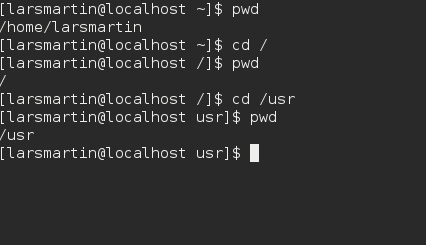
Pwd viết tắt từ Print Working Directory

Trong hệ điều hành tựa Unix và một số hiệu điều hành khác, lệnh pwd (viết tắt từ print working directory) được dùng để in ra đường dẫn đến thư mục làm việc hiện tại.
Lệnh này là lệnh nội trú trong các Unix shell như sh và bash. Nó có thể hiện thực dễ dàng bằng ngôn ngữ C sử dụng hàm của POSIX như getcwd() hoặc/và getwd().
Lệnh tương đương trên DOS (COMMAND.COM) và Microsoft Windows (cmd.exe) là lệnh cd không có tham số. Windows PowerShell cung cấp lệnh tương đương là "Get-Location" với alias "gl" và "pwd". Lệnh tương đương của OpenVMS là "show default".

## Ví dụ
```
$
 
pwd

/home/foobar

```